# Netsplit

Ein normal funktionierendes Netzwerk.

Ein Netsplit zwischen Server A und Server C.

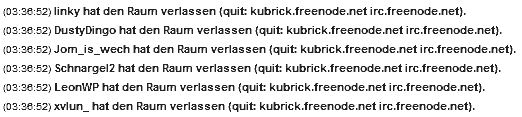
Ein Netsplit auf freenode

Netsplit ist ein Begriff aus dem Internet Relay Chat und bezeichnet eine Verbindungsunterbrechung innerhalb eines IRC-Netzwerkes, wobei dieses in zwei unabhängige Teil-Netzwerke zerfällt.
Für die Nutzer in einem Teilnetzwerk scheint es, als würden die Benutzer des jeweils anderen Teils das Netz verlassen.
Verlässt ein Benutzer das Netzwerk aufgrund eines Netsplits wird
* nick Quit (hub.*.* server.*.*)
oder eine ähnliche Meldung ausgegeben.
Am Beispiel der Bilder rechts würde es für die Nutzer Bob und Sara so aussehen als hätte Joe das Netz verlassen, während für Joe Bob und Sara das Netz verlassen haben. Bob und Sara können weiterhin untereinander kommunizieren.
Ursache können lokale, oft auch nur kurzzeitige, Server- oder Verbindungsausfälle sein. In seltenen Fällen sind Netsplits aber auch geplant, zum Beispiel wenn Wartungsarbeiten an Servern vorgenommen werden. Netsplits sind also meist nicht beabsichtigt, auch wenn dies mitunter angenommen wird. Im Falle eines Netsplits versuchen dann die Server je nach Konfiguration selbständig, die Verbindung zum getrennten Server wiederherzustellen. Im Fall einer längerfristigen Störung kann es auch sein, dass die IRC-Operatoren des IRC-Netzwerks die Verbindung manuell wiederherstellen müssen.
In großen Netzwerken erhöht sich die Wahrscheinlichkeit von Netsplits, da diese aus einer größeren Anzahl von Servern und Verbindungen zwischen den Servern bestehen.
Je nach Konfiguration wird bei einem Netsplit nicht angegeben, zu welchem Server der Netsplit war, um die Gefahr eines Angriffes, zum Beispiel Denial of Service, zu minimieren.